# Блейк, Молли
Молли Сюзанна Блейк (урождённая МакКленаган; 14 августа 1917 — 9 июня 2011) ― английская детская писательница, художница и телеведущая детских телепередач.

## Биография
Родилась 14 августа 1917 года в Сент-Олбанс, Хартфордшир. Училась в Центральной школе искусств и дизайна в Лондоне.
Её матерью была актриса, танцовщица и телеведущая Аннет Миллс, которая была партнёром марионетки «Маффин» в успешном детском сериале BBC Television «Мул Маффин».  Молли Блейк нарисовала много иллюстраций в популярной серии детских книг рассказов «Маффин Мул». Один из её рисунков Маффина был использован в «Radio Times» в 1951 году.
Миллс также появился на телевидении с перчаточной куклой «Пруденс Киттен». После смерти Миллса в январе 1955 года эту роль взял на себя Молли Блейк. Её самое раннее такое появление было 27 июля 1955. Также написала книги «Пруденс Киттен», но они были проиллюстрированы другими художниками.
Портретная фотография Блейк 1947 года, сделанная фотографом Джоном Гэем, находится в коллекции Национальной портретной галереи. Она была сфотографирована Гей для статьи в журнале «The Strand Magazine» «Восемь молодых художников в поисках редактора», в которой она была замужем и жила в Мэрилебон. Её мужем был Дэвид Х. Блейк.
Молли Блейк умерла в 2011 году в возрасте 93 лет.

## Семья
Дочь Молли Блейк — актриса Сьюзи Блейк.

### Книги Блейка
- Пруденс и Примроуз . Иллюстрировано Кэтлин Дэнс. Рекламные продукты. 1956.
- Пруденс и Селия . Иллюстрировано Шейлой Финдли. Рекламные продукты. 1957.
- Азбука Пруденс Киттен . Иллюстрировано Шейлой Финдли. Рекламные продукты. 1957.

### Книги, иллюстрированные Блейком
- Миллс, Аннет (1949). Маффин Мул . Лондонский университет Press .
- Миллс, Аннет (1950). Подробнее о маффине . Лондонский университет Press.
- Миллс, Аннет (1951). Маффин и волшебная шляпа . Лондонский университет Press.
- Миллс, Аннет (1952). А вот и Маффин . Лондонский университет Press.
- Миллс, Аннет (1952). Дженнифер и цветочные феи . Новости мира.
- Миллс, Аннет (1953). Маффин на берегу моря . Лондонский университет Press.
- Миллс, Аннет (1954). Великолепное приключение Маффина . Лондонский университет Press.
- Хейли Белл, Мэри (1962). Далёкое утро . Хайнеманн.
- Арнольд, Маргарет (1962). В Розембер . Хайнеманн.
- Хартли, Джоан, изд. (1975). Спасение рецепта . Журнал WRV.

### Вклады в другие книги
Сборник «Моя подарочная книга Аннет Миллс. Рассказы написаны Аннет Миллс». Молли Блейк иллюстрирует 5 рассказов о муле Маффине из этого сборника.